# Salehabad (Razavi Khorasan)
Sālehābād (farsi صالح‌آباد) è una città dello shahrestān di Torbat-e-Jam, circoscrizione di Salehabad, nella provincia del Razavi Khorasan in Iran. Aveva, nel 2006, una popolazione di 8.280 abitanti. La città si trova a nord di Torbat-e-Jam, vicino al punto di confine tra Iran, Turkmenistan e Afghanistan.